# Hünfelder SV
Hünfelder Sportverein 1919 e. V. é uma agremiação esportiva alemã, fundada a 22 de junho de 1919, sediada em Hünfeld,  em Hessen.
Além de uma secção de futebol, o clube desportivo possui departamentos de atletismo, basquetebol, ginástica, handebol, tênis de mesa e voleibol.

## História

### 1909 a 1945
O clube criado em 1919, foi precedido pelo Turn-und Sportverein Fortuna, que foi formado em 1909 e dissolvido durante os difíceis anos da Primeira Guerra Mundial.
Na tentativa de vitalizar o futebol, um punhado de entusiastas publicou um suplemento no jornal local, o Kreisblatte Hünfelder, solicitando a todas as pessoas interessadas para conhecer no domingo de 22 de junho de 1919, em um pub local, para formar um esporte novo e um clube de futebol. A nova agremiação começou com o futebol como seu único esporte, acrescentando outros departamentos posteriormente.
Em seus primeiros dias, existiu em em circunstâncias extremamente difíceis. Não tendo nenhum campo de jogo regular, teve de pedir aos agricultores locais a permissão para jogar em seus domínios, o que geralmente era concedida apenas após a colheita. O time jogou a sua primeira partida oficial a 29 de julho de 1919, ao perder por 3 a 1 diante do Adler Neukirchen, atuando em Sargenzeller Höhe. Tratava-se apenas de um jogo amistoso, mas a equipe logo entrou em futebol competitivo, juntando-se à liga B-Klasse. Um primeiro título nesse campeonato foi conquistado na temporada 1925-1926.
A equipe permaneceu estagnada em nível local e a situação não se distinguiu nos anos seguintes. A ascensão dos nazistas ao poder, em 1933, inicialmente não mudou a situação, mas a partir de 1936, sob a liderança do novo presidente do clube, Conrad Schäfer, o HSV melhorou lentamente.
Durante a Segunda Guerra Mundial, o clube conseguiu manter suas atividades porque um hospital do exército alemão foi baseado na cidade e os soldados em recuperação foram autorizados a atuar pelo time. Nos anos de guerra, o HSV, assim, atraiu jogadores muito mais fortes como normalmente poderia, mesmo tendo um ex-internacional alemão, Hermann Gramlich, em suas fileiras.
Finalmente, em dezembro de 1944, o conflito mundial se agravou e o clube cessou suas atividades.
A associação entrou em um período de hibernação curto, o qual perdurou até setembro de 1945, quando uma reunião reacendeu as atividades do SV Hünfelder.

## Período de 1945 a 2011
A partir da reintrodução do futebol competitivo, o clube atuou na primeira divisão local, a A-Klasse. Vencera a Bezirksklasse em 1948, então a segunda liga mais alta em Hesse. O clube manteve-se neste campeonato até 1962, quando a promoção foi arquivada para a Hessenliga, o maior campeonato do estado e equivalente à terceira divisão do futebol alemão. Em sua primeira temporada nesse nível, 1962-1963, o time promoveu boa campanha terminando em quinto lugar entre 16 equipes. Além disso, conquistou a Copa do Hesse. Foi também a última temporada antes da introdução da nova Fußball-Bundesliga.
A temporada de 1963-1964 não foi tão bem sucedida, mas com Norbert Fladung, o clube teve o artilheiro do campeonato com 34 gols. A partir de então, o HSV teve que jogar contra o rebaixamento em sua liga, que se tornou um fato em 1967, quando o clube teve sofreu o descenso à Landesliga Hessen-Nord (IV). Nessa competição, a equipe passou apenas uma temporada antes de retornar à Amateurliga Hessen. Em 1970, foi mais uma vez rebaixado e não faria o caminho de volta por 33 anos.
O time jogou as próximas nove temporadas como um time de meio de tabela na Landesliga antes de sofrer um outro rebaixamento em 1979. Em 1982, retornou à Landesliga Nord por três temporadas, sendo rebaixado novamente em 1985. Depois de uma temporada, conseguiu recuperar o seu estatuto na Landesliga. 
A sorte começou a melhorar novamente, subindo na tabela temporada por temporada, culminando em dois segundos lugares em 1990 e 1991. Perdendo a promoção ambas as vezes, o HSV caiu na classificação da temporada seguinte o que culminaria com o descenso em 1998 mais uma vez. Após duas temporadas na Bezirksoberliga Fulda, retornou à Landesliga. 
A partir de 2000, o clube obteve uma ascensão impressionante, terminando no topo em quatro de todas as sete temporadas. Depois de um campeonato em 2003, houve o retorno à Hessenliga, agora a quarta camada do sistema de liga alemã, o que foi uma experiência bem-sucedida, apesar de ser relegado logo novamente. Em 2008, o clube não obteve acesso para o maior campeonato do estado mesmo chegando em um segundo lugar na Landesliga.
O time atuou durante três temporadas na Hessenliga (V) antes de ser rebaixado mais uma vez no final da temporada 2010-2011.

## Títulos
- Landesliga Hessen-Nord
  - Campeão: 1968, 2003;
  - Vice-campeão: 1990, 1991, 2005, 2006, 2008;

- Verbandsliga Hessen-Nord (VI)
  - Campeão: 2012;

### Copas
- Hessen Cup
  - Vencedor: 1963;

## Cronologia
A recente performance do clube:
| Temporada | Divisão                  | Módulo | Posição |
| 1999–2000 | Bezirksoberliga Fulda    | VI     | ↑       |
| 2000–01   | Landesliga Hessen-Nord   | V      | 4ª      |
| 2001–02   | Landesliga Hessen-Nord   | V      | 3ª      |
| 2002–03   | Landesliga Hessen-Nord   | V      | 1ª ↑    |
| 2003–04   | Oberliga Hessen          | IV     | 18ª ↓   |
| 2004–05   | Landesliga Hessen-Nord   | V      | 2ª      |
| 2005–06   | Landesliga Hessen-Nord   | V      | 2ª      |
| 2006–07   | Landesliga Hessen-Nord   | V      | 3ª      |
| 2007–08   | Landesliga Hessen-Nord   | V      | 2ª ↑    |
| 2008–09   | Hessenliga (V)           | V      | 9ª      |
| 2009–10   | Hessenliga               | V      | 9ª      |
| 2010–11   | Hessenliga               | V      | 16ª ↓   |
| 2011–12   | Verbandsliga Hessen-Nord | VI     | 1ª ↑    |

## Fonte
- Grüne, Hardy (2001). Vereinslexikon. Kassel: AGON Sportverlag ISBN 3-89784-147-9